# Ioannis Andreu
Ioannis Andreu (en grec Ιωάννης Ανδρέου) va ser un nedador grec que va prendre part en els Jocs Olímpics de 1896, a Atenes.
Andreu va prendre part en la prova dels 1200 metres lliures. Acabà en segona posició de la cursa, uns dos minuts i mig rere Alfréd Hajós i per davant d'Evstàthios Khorafàs, amb la qual cosa guanyà la medalla de plata.